# Charles W. King
Charles W. King est un marchand américain de Canton (Chine), connu pour avoir essayé d'ouvrir le commerce avec le Japon sous prétexte de reconduire sept naufragés japonais, dont Yamamoto Otokichi, dans leur patrie, en 1837, au cours de l'incident du Morrison.

## Biographie
En juillet 1837, Charles W. King naviguait avec sept Japonais à bord d'un navire marchand américain, le SS Morrison, et allait d'Uraga à la baie d'Edo. Le bateau avait été désarmé pour montrer ses intentions pacifiques.
Un canon placé sur les hauteurs de la péninsule de Miura ouvrit le feu dès que le bateau approcha Uraga, conformément à l'Édit pour repousser les navires étrangers adopté en 1825 par le Shogunat et qui stipulait que tous les bateaux occidentaux en approche, sauf ceux des Néerlandais, devaient être chassés.

Dessin japonais du Morrison, ancré au port d'Uraga en 1837.

King jeta l'ancre à une distance raisonnable, hors de portée des canons. Des hommes de plusieurs petits bateaux de pêche abordèrent le SS Morrison et le saké et les biscuits furent partagés jusque tard dans la nuit. À l'aube, cependant, les canons, qui avaient été rapprochés de la côte, ouvrirent de nouveau le feu sur le navire. Des centaines de petits bateaux, chacun avec un petit canon à l'avant, commencèrent également à encercler et à attaquer le bateau. Le Morrison réussit à prendre la fuite avec peu de dommages.
King navigua alors vers Kagoshima (île de Kyūshū). Le premier jour il rencontra quelques fonctionnaires japonais, qui prirent en charge deux des naufragés. Le lendemain, un pêcheur vint à bord et avertit les Américains qu'ils devaient partir immédiatement. Comme le bateau plaçait ses voiles, les Japonais ouvrirent le feu avec des canons qu'ils avaient placés à portée du navire pendant la nuit. King décida d'abandonner la mission et regagna Canton avec les autres naufragés.
King était blessé de la réaction des Japonais et pendant son retour vers les États-Unis, en 1839, il rédigea un livre sur cette aventure. Il expliquait que c'était le drapeau américain qui avait été visé par un gouvernement étranger et que les prochains contacts avec le Japon « devraient être laissés à l'action ».
En 1845, une résolution fut présentée au Congrès des États-Unis pour ouvrir le Japon au commerce étranger. Bien que la résolution ne soit jamais passée, le gouvernement des États-Unis envoya une expédition dirigée par James Biddle avec deux bateaux fortement armés, pour forcer le Japon à négocier.

## Fiction
- La visite de King au Japon a été brièvement dépeinte pendant l'épisode d'ouverture du drama Atsuhime.

## Source de la traduction
- (en) Cet article est partiellement ou en totalité issu de l’article de Wikipédia en anglais intitulé « Charles W. King » (voir la liste des auteurs).